# 东帕洛阿尔托
东帕洛阿尔托是美国加利福尼亚州圣马特奥县下属的一个城市。于1983年7月1日建市。城市面积约为6.5平方公里，根据2010年美国人口普查，该市有人口28,155人。
聖馬刁縣立圖書館经营東帕洛阿爾圖圖書館。